# Ruschia
Ruschia is een geslacht van hooiwagens uit de familie Gonyleptidae.
De wetenschappelijke naam Ruschia is voor het eerst geldig gepubliceerd door Mello-Leitão in 1940. 

## Soorten
Ruschia omvat de volgende 2 soorten:
- Ruschia maculatus
- Ruschia vellutina